# Transponující nástroje
Transponující nástroje jsou hudební nástroje, na nichž se ozývají tóny o určitý interval vyšší nebo nižší, než udává notový zápis. Například pikola zní o oktávu výš, klarinet ladění A o malou tercii níž, než se zapisuje do not. Důvodem k užívání transpozice je usnadnění techniky hry, či zjednodušení notace (u oktávové transpozice). Například klarinetista tak může hrát na všechny typy klarinetů stejnými hmaty.
Traduje se, že hudebníci disponující absolutním sluchem mohou hraní na transponující nástroje vnímat nelibě.

## Částečně transponující nástroje

### Flétny
Klasická flétna je nástroj netransponující a zní tedy tak, jak se píše.
Pikola se označuje také jako netransponující, zní však o oktávu výše, než je psána. Altová flétna (v G) je nástroj transponující, píše se o čistou kvartu výše, než zní.
Ačkoliv se nejběžnější irská příčná flétna označuje jako D, jde o netransponující nástroj, tedy pokud stisknete C, zazní skutečně tón C. Označení D flétna vychází z faktu, že nejjednodušší šestidírková flétna má tón D jako nejnižší tón a že hraje stupnici D dur bez zvláštního prstokladu. Flétny Es, B a C jsou transponující nástroje. 

### Saxofony
Téměř všechny saxofony jsou transponující nástroje. 

## Příklady netransponujících nástrojů
- Hoboj je netransponující nástroj. Pokud však do rodiny hobojů počítáme také anglický roh, to už je nástroj transponující, píše se o čistou kvintu výše, než zní.
- Fagot
- Tuba
- Kytara (píše se o oktávu výše, než zní, aby bylo možno použít houslového klíče)
- Kontrabas (píše se o oktávu výše, než zní)